# Chaillon
Chaillon település Franciaországban, Meuse megyében. Lakosainak száma 110 fő (2022. január 1.). Chaillon Buxières-sous-les-Côtes, Heudicourt-sous-les-Côtes, Lamorville, Valbois és Vigneulles-lès-Hattonchâtel községekkel határos.

## Népesség
A település népességének változása:
| Lakosok száma | 116  | 108  | 105  | 97   | 104  | 110  | 112  | 112  | 110  | 110  |
|               | 1968 | 1982 | 1990 | 2006 | 2013 | 2015 | 2017 | 2019 | 2020 | 2022 |